# Евксиноград
Вижте пояснителната страница за други значения на Евксиноград.
Дворецът „Евксиноград“ се намира на малък провлак от северната страна на Приморския парк на Варна.
Строен е за лятна резиденция на княз Александър I Батенберг през 1881 – 1885 г. Първоначално резиденцията е била наречена Сандрово (по умалителното име на италиански език на княза – Sandro) но през 1893 г. княгиня Мария Луиза Бурбон-Пармска я преименува на Евксиноград (Гостоприемния град) – от гръцкото име на Черно море, Εύξεινος Πόντος (Euxénos póntos). Евксиноград е един от кварталите на район Приморски, Община Варна според Закона за териториалното деление на Столичната община и големите градове.

## История и сгради

### Средновековно наследство
По време на царуването на Иван Александър (1331 – 1371 г.) Генуа прави постъпки пред България за право на достъп в българските пристанища на Черно море. Генуезците създават пристанище и укрепен квартал, наречен Кастрици, като пристанището е най-северната точка на Варненския залив и е естествено защитено от северните ветрове. Крепостта е отбелязана в много западноевропейски морски карти и портулани от ХIII – ХVIII в. Предвожданите от полския крал Владислав III през 1444 г. кръстоносци я назовават с името Макрополис.
На няколкостотин метра на север от пристанището има множество изключително лековити минерални извори. Тук живеят хора, свързани не само с търговията, но и такива, които се лекуват в минералните извори. По онова време българската аристокрация щедро дарява средства за изграждане на самостоятелни храмове и на цели манастирски комплекси. В района се заселват и много отшелници, а местността се превръща в център на духовен живот. За жителите на региона местността е свещена.

### Османски период
По време на Руско-турската война от 1828 – 1829 г. част от руската войска е разположена в района, използвайки параклиса „Св. Димитър“ за лазарет. През 1832 г. тук пристигат 2 преподобни братя йеромонаси – Теодосий и Агапий Кантарджиеви от Велико Търново. Отец Теодосий организира и основава манастира „Св. Димитър“, като използва за център църквичката със същото име (според предания при строителството ѝ е вградена частица от Христовия кръст) и построената около нея военно-полева болница от руснаците. Брат му отец Агапий възстановява почти разрушения манастир „Св. Константин“. Като състоятелни хора двамата братя със собствени средства построяват килии, огради, чешми, засаждат лозя и градини. Въпреки многобройните конфликти с гръцката община, честите нападения и обирите от разбойници, в продължение на повече от 30 г. двамата братя-монаси влагат много енергия и усилия постигайки значително благосъстояние за двата манастира. През 1866 г. манастирът „Св. Димитър“ притежава 460 декара ниви, градини, лозя, воденица и други имоти. Манастирът „Св. св. Константин и Елена“, където игумен е йеромонах Агапий, има над 1000 декара ниви, 100 декара лозя и градини и други имоти в землището на с. Кестрич (сега Виница), от които получава значителен годишен приход.
Според измерването, извършено през 1909 г., специално за стопанството на „Св. св. Константин и Елена“, манастирът притежава 1600 декара ниви, градини, лозя, жилищни и дворни места, паркове и горички и празни места. До 1860-те години манастирът е общо притежание на християнското население във Варненската околия без разлика на народност, понеже е поддържан с общи средства. За създаване на имотите, както и за ползването им, са избирани настоятели – българи и гърци. През зимата на 1866 г. йеромонах Агапий умира, а през лятото на 1867 г. умира и игуменът на „Св. Димитър“ йеромонах Теодосий. След тяхната смърт за кратко време ги замества свещеник Константин Дъновски, като служи и в двата манастира. Дотогава в манастирите се извършва богослужение на църковнославянски и гръцки език в зависимост от нуждите и присъствието на едни или други богомолци. След 1867 г. в „Св. Константин“ служат само гръцки свещеници на гръцки език, а „Св. Димитър“ е използван за градски увеселения и за гостоприемница. Ежегодно е отдаван под аренда. С циркулярно писмо от 1 ноември 1865 г. гръцката патриаршия заграбва всички имоти, които остават нейни чак до след Освобождението на България.

### След Освобождението
От 4 до 22 август 1880 г. княз Александър I е във Варна. Тогава е лансирана идеята Варна да се превърне в лятна столица на Княжеството. Александър Батенберг пристига в града, за да направи първата копка и да положи основния камък на новата катедрала. Князът е настанен в манастира „Св. Димитър“. През цялото му пребиваване общественият живот в града е подчинен на българо-гръцкото съперничество. Във всички общоградски прояви има двойно представителство и дейност: българска, от името на гражданството и гръкоманска, от името на гръцката митрополия и община. Българите използват присъствието на държавния глава, за да внушат на гръкоманите, че макар и малцинство, силата е на тяхна страна. Самите гръкомани се оплакват официално на княз Александър I, че са репресирани от българите. През юли 1881 г. от канцеларията на княза започват преговори с гръцката община във Варна за закупуване на манастира „Св. Димитър“. На 7 август 1881 година варненският общински съвет взема решение „да се отстъпи празно място или се купи такова за палат“. През януари 1882 г. Министерският съвет взема решение манастирът „Св. Димитър“ да стане лятна резиденция. На 15 август 1882 г. тържествено е положен основният камък на летния дворец. Батенберг до завършването му през 1885 г. летува в старата сграда на манастира. Новият манастир е наречен „Сандрово“.
Манастирът „Св. Димитър“ е превърнат (по времето на княз Фердинанд) в по-малка резиденция, наречена „Тунела“. В близост е и манастирът „Св. св. Константин и Елена“. По-късно княз Александър разширява имота до съвременната му площ от 80 хектара (0,8 km²). При абдикцията на княза през август 1886 г. българската държава откупува от него имота за тогавашните 1,4 млн. златни лева.
През 1884 г., когато дворецът е в груб строеж, по покана на княз Батенберг в България пристига немският паркостроител Карл Едуард Петцолд, парков директор на принца на Нидерландия. В продължение на две години той проучва климат, терен, местна флора, засажда първите кедри. Според архивни данни през 1888 г. дворецът и пътят до него вече са завършени и все още се нарича Сандрово.
Дворецът „Сандрово“ е преименуван на „Евксиноград“ през 1893 г. по идея на княгиня Мария-Луиза. Модерният дворец и градините му са дело на княз Фердинанд I. Първоначалният проект за главната сграда на двореца Евксиноград е изготвен от австрийския архитект Виктор Румпелмайер във френски шатостил „Луи XIII“ (фугирана тухлена зидария, висок мансарден покрив с медна обшивка и часовникова кула). Сградата е довършена от швейцарския архитект Хайнрих Майер с участието на арх. Никола Лазаров през 1890-те г. и се възприема като един от най-изящните примери на архитектурата в България след Освобождението. Главната сграда е на 3 етажа. На първия са приемните зали, музикална зала и салон за вечеря, на втория са били разположени спалните на царското семейство, а третият е бил предназначен за персонала. Оригиналната мебелировка е изработена от махагон и орехово дърво, а огромният и тежък полилей, украсен с царската корона и златни френски лилии, е дар от Бурбоните. Бравите на вратите за тоалетните също са украсени с герба на цар Фердинанд I.
Храмът „Свети Димитър“ служи като манастирска църква към двореца, в която свещенодейства Христо Върбанов. При двореца Сандрово са разположени и 416 дюлюма държавни лозя, а избата на двореца е създадена през 1891 г. за нуждите на княз Фердинанд I, семейството и височайшите му гости. Тя заема две нива под земята и произвежда висококачествени евксиноградски бели вина (12 вида) и коняк (7 вида), сред които и прочутия „евксиняк“.
Други забележителности са оранжериите с над 310 вида растения, царската конюшня „Щала“ (от немски: Stall), както и централният фронтон от покрива на френския замък Сент Клу (от френски – Château de Saint-Cloud) (XVIII век), вграден под главната тераса. Той изобразява френския кралски герб и е бил пренесен във вагон на влака „Ориент експрес“ камък по камък през 1891 г., когато оригиналната сграда (там през 1843 г. е била сватбата на родителите на княз Фердинанд) край Париж е разрушена.
Слънчевият часовник е подарък на цар Фердинанд от британската кралица Виктория в знак на благодарност за спасяването на английски кораби във Варненския залив.
Втората съпруга на цар Фердинанд царица Елеонора много обича мястото и прекарва тук по цяло лято след 1908 г. Тя почива  именно в Евксиноград на 12 септември 1917 г.

### След 1944 г.
В периода 1946 – 1991 г. царският замък е национализиран и се превръща в почивна база на елита на БКП, като там са отсядали членове и кандидат – членове на Политбюро, ръководството на Секретариата на ЦК на БКП, както и висши служители на Министерския съвет и Държавния съвет на НРБ. Параклисът „Св. Димитър“ е разрушен още през 1948 г. През 2004 г. параклисът е възстановен в непосредствена близост до автентичното място по проект на Националния институт за паметниците на културата с проектант арх. Хр. Ганчев. След 1989 г. резиденцията е под юрисдикцията на МС – от 1992 г., УБО – от 1996 г., МС – от 1998 г., МДААР – от 2005 г., МС – от 2009 г.
Понастоящем Дворецът „Евксиноград“ е правителствена и държавна резиденция, макар и достъпен за посещения на групи от минимум 10 души с предварително записване и максимална продължителност до 1 час и 30 минути.

## Дворцов парк
Една от най-красивите страни на Евксиноград е неговият парк. Той заема над 550 дка от общо 800 на резиденцията. Първоначално цялата територия от местността Траката до нос Чаталташ са оградени с триметрова каменна стена с обща дължина 3 km. Строителството на парка започва през 1888 г. по проект на френския дендролог Ноймайер от Горската академия в Тарант – Германия, като първият етап обхваща времето 1890 – 1914 г. Последователно върху парка работят французинът Жан Ман Мориезе и чехите Антон Краус и Йозеф Крежан. Дейно участва и българинът Димитър Георгиев. Началното планиране е дело на френските паркостроители Едуард Андре и Анри Мартине. След това по него работят и други френски архитекти и озеленители.
Първият декоративен материал за парка е доставен от Марсилия през 1880 – 1912 г. – над 50 000 дръвчета и растения от над 310 вида внесени от Цариград, Унгария, Франция и Италия. Тогава стават и първите насаждания. По най-оголените и каменисти места на склона след изчистването на камъните е нанесена плодородна почва, взета предимно от поречието на река Камчия, склоновете са терасирани. През този етап са били засадени вековните видове иглолистни, хвойнови и широколистни дървета и храсти. Особено интензивни са засажданията през 1900 – 1910 г.
По онова време е създаден и декоративният разсадник за производство на посадъчен материал. Най-напред в парка са били засадени ели, кедри, кипариси и либоцедруси (около оранжериите на двореца и в парка). След тях пищни рози, рододендрони и азалии се спускат към морския бряг. Проектът на Мартине за обширен крайбрежен парк включва рядка колекция от дървета – от червен дъб до атлантически кедър, които се срещат единствено тук на Балканския полуостров.
От внесените видове успешно са се приспособили в парка Sterculia platanifolia, Paulovnia tomentosa, Criptomeria japonica, Liriodendrin tulipifera, Quercus ilex, Diospiris lotus, Lagerstroemia indica, Hibiscus siriacus, Zyzyphus vulgaris, Cercis siliguastrum, Brous-sonetia papurifera, Ficus carica, Maclura aurantiaca, Cedrus atlantica, Cedrus deodara, Cedrus libani, Seguoia gigantea, Cupressus pyramidalis и много други. Между 1914 – 1930 г. е засадена секвоята, внесена от Северна Америка. 
От 1921 г. паркът се води като поделение на Царските ботанически градини. Управител тогава е Георги Шиваров. През 1921 г. парк „Евксиноград“ е обявен за ботаническа градина, а през 1992 г. е деклариран като паметник на градинското парково изкуство. През 1935 г. паркът е разширен от немския специалист Зибенхюнер. Източно от оранжериите той изгражда „английска градина“, представляваща парков кът с подчертана пейзажна планировка и богато разнообразие от дървесни и храстови видове.
Естествено продължение на двореца към морето е градината с езерото, известно под наименованието „Водни огледала“, поради интересното оптическо въздействие на плаващите водни лилии. Статуя на Нептун с ангелчета завършва цялостната картина.
В северната част на парка се намират останки от ранно византийска крепост от V – VI в. ограждаща малък нос известен с името „Чатал таш“. В най-източния край, на самия бряг сред скалите е каменния царски трон. Фотографиите са запазили романтичното уединение на княз Фердинанд с морето.
Първият „управител на евксиноградските лозя и винарница“, според документите е бил Янко Забунов (1895 – 1897 г.). Заради политическите му убеждения е освободен от служба в двореца и е заменен с Христо Георгиев – авторът на първия учебник по винарство в България „Пълно ръководство по винарството“. Забележителна дейност като управител развива белогвардеецът Леонид Лукианов, като по негово време лозовите масиви достигат 370 декара. В днешно време се отглеждат основно 4 сорта грозде – врачански и червен мискет, френския шардоне и немските траминер и ризлинг.
В периода 1950 – 1953 г. площта на парка се увеличава със 150 дка за сметка на бивши лозя, овощни и зеленчукови градини. Оформянето на новите територии става по проект на арх. Борис Шангов, а от 1962 година започва значителна реконструкция на съществуващата растителност и по-специално на масивите наложено от факта, че поддържането на парка е било изоставено за един по-дълъг период от време.
Паркът е специфична екосистема с много богата колекция от растителни видове с голяма научна и ботаническа стойност.

## Оранжерии
Оранжериите са 3:
- висока и ниска палмови оранжерии – построени 1890 г. и обявени за паметник на културата.
- френска оранжерия – с дъговидна конструкция за производство на разсади.
- холандска оранжерия – построена в периода 1890 – 1893 г. и обявена за паметник на културата.

В оранжериите се отглеждат над 500 вида цветя, над 200 вида фиданки за попълване на пейзажните групи и оформяне на нови. При поддържането на парка съществува приемственост, като са запазени мащабът и характерът на композицията, пространствата са с богато обемно-пространствено и колоритно въздействие. Най-старото дърво във Варненския регион е „Хималайският Кедър“. Възрастта му е 130 – 135 г., диаметърът на обиколката му е около 2 m. Срещу него е „Калифорнийският кедър“.

## Археология
Според последните археологически разкопки (2006 – 2010), проведени от Варненския археологически музей, в околностите на резиденцията (североизточен край на парка на нос „Св. Яни“) по време на Второто българско царство е съществувала процъфтяващата крепост „Кастрици“, чиито жители се занимавали главно с морска търговия, износ и снабдяване на околностите с различни продукти, кожи внос от руските княжества, абанос и слонова кост от Египет и венециански порцелан. Крепостта е спомената покрай обсадата на Варна през 1367 г.
По време на разкопките в складовите помещения са открити тези и множество други следи от стоки, огромен брой средновековни монети, сред които много византийски, български, на епирски, влашки, молдовски, кримо-татарски, османо-турски и мамелюкски от Египет и английски от 14 век. В Месемврийска хроника се споменава за нападение на татарите през 1399 г. След нахлуването на османските турци, наред с Варна и околните градове крепостта е изравнена със земята, а населението поголовно изклано, за което свидетелстват следите по откритите мъжки, женски и детски скелети. Просъществувала е до началото на XV век (последните открити монети са от 1404 г.), когато била разрушена.
При строежите в резиденцията са намерени археологически находки от дълбока древност – фрагменти от сечива, керамика и украшения, както и зидове от римска вила или римска пътна станция. Открити са и множество антични и средновековни монети, както и некропол от късноантичното римско селище от 4 – 5 век, известно като Кокодива. Крепостта е градена през V век, но е била унищожена по време на аваро-славянското нашествие. Карел Шкорпил е първият археолог, който прави разкопки през 1899 г. в района.

## Съвременна ретроспекция
През април 2011 г. е учреден Ротаракт клуб Евксиноград, в който влизат 21 талантливи младежи – изявени математици, поети, музиканти, които са носители на престижни награди от национални и световни конкурси.
Стана традиция всяко лято да се провежда оперният фестивал „Опероса“.

## Галерия
- Поглед към двореца
- Входът на избата
- Паркът
- Част от сградата
- Част от избата
- Панорамен изглед